# Valamir keleti gót király
Valamir (latinul: Valamirus), (420 k. – 468), osztrogót király, az Amál-dinasztia tagja, Vandalarius fia és a vizigót Thorismund király sógora. Emellett Nagy Theuderich nagybátyja,  annak apjának, Theodemirnek testvére. Mint Attila vazallusa részt vett a Duna melletti római földek meghódításában. Pannóniában 447-ben telepedett meg népével. A catalaunumi csatában Attila oldalán vett részt, de a vereség hatására fellázadt a hunok ellen. Attila 453-ban bekövetkezett halála után a pannóniai osztrogótok királya lett. A királyi címet és hatalmat testvéreivel Videmirrel és Theudemirrel megosztva viselte. Attila halála után egy évvel a nedaói csatában döntő győzelmet arattak a hunok felett, ettől kezdve az osztrogót királyság önállóvá vált. Vitába keveredvén Bizánccal az éves adó miatt, Valamirus Konstantinápoly ellen fordult 459-ben, a bizánci császár, I. Leó csak éves, aranyban fizetendő adó ígéretével tudta kibékíteni 462-ben. 468-ban halt meg Valamirus, miután egy szkírek ellen folytatott portya során leesett lováról.
| Előző uralkodó: Thorismund | Keleti gót király 447 – 468 | Következő uralkodó: Videmir, Theudemir |